# كريستين هان
كريستين هان (بالإنجليزية: Kristen Hahn)‏ (19 يناير 1992 - ) هي لاعبة كرة طائرة الولايات المتحدة.

## وصلات خارجية
- كريستين هان على موقع الاتحاد الأوروبي (الإنجليزية)
- كريستين هان على موقع عالم الكرة الطائرة (الإنجليزية)
- كريستين هان على موقع الدوري الألماني للكرة الطائرة (الألمانية)
- كريستين هان على موقع اللجنة الأولمبية والبارالمبية الأمريكية (الإنجليزية)